# Distrito de Neunkirchen (Alemania)
Para el distrito homónimo austriaco, véase: Distrito de Neunkirchen (Austria).
El distrito de Neunkirchen es uno de los seis distritos del estado alemán de Sarre. Tiene un área de 249 km², una población de 133 984 habitantes, y una densidad poblacional de 540 hab/km². Su capital es la ciudad de Neunkirchen.
Limita al norte con el distrito de Sankt Wendel, al este con el estado de Renania-Palatinado y el distrito de Sarre-Palatinado, al sur con el distrito de Saarbrücken y al oeste con el distrito de Saarlouis. 

## Ciudades y municipios
Comprende 2 ciudades y 5 municipios (habitantes a 31 de diciembre de 2017):
| Ciudades 1. Neunkirchen (46 767) 2. Ottweiler (14 500) | Municipios 1. Eppelborn (17 024) 2. Illingen (16 378) 3. Merchweiler (9966) 4. Schiffweiler (15 686) 5. Spiesen-Elversberg (12 976) |